# Airtight Games
Airtight Games war ein amerikanischer unabhängiger Videospielentwickler mit Sitz in Redmond, der 2004 gegründet wurde. Er bestand aus ehemaligen Mitgliedern von FASA Studio, Will Vinton Studios und Microsoft sowie mehrere andere Studios, zu den wichtigsten Mitgliedern gehörten Präsident und Kreativdirektor Jim Deal, Art Director Matt Brunner und Mitbegründer Ed Fries.

## Geschichte
Airtight Games wurde 2004 von dem Kernteam gegründet, das den Xbox-Titel „Crimson Skies: High Road to Revenge“ herausgebracht hat. Ihr erster Titel war das Actionspiel „Dark Void“ aus dem Jahr 2010, das von Capcom veröffentlicht und für Microsoft Windows, PlayStation 3 und Xbox 360 veröffentlicht wurde.
Im Jahr 2012 veröffentlichten sie mit Square Enix als Herausgeber ein Puzzle-Plattformspiel mit dem Titel „Quantum Conundrum“. Sie folgten mit zwei Handyspielen für iOS in den Jahren 2012 und 2013 und „Soul Fjord“, einem hybriden Roguelike/Rhythmus-Spiel, das als exklusiver Titel für die kurzlebige Konsole Ouya entwickelt und 2014 veröffentlicht wurde.
Im Juni 2014 veröffentlichten sie das Abenteuer-Mystery-Spiel „Murdered: Soul Suspect“, das von Square Enix für Microsoft Windows, PlayStation 3, PlayStation 4, Xbox 360 und Xbox One veröffentlicht wurde. Anfang des Jahres hatte das Studio 14 Mitarbeiter entlassen und sein Kreativdirektor Kim Swift wechselte zu Amazon Game Studios. Einen Monat später schloss Airtight Games im Juli 2014.

## Veröffentlichte Spiele
| Jahr | Titel                  | Herausgeber    | Plattform(en) | Plattform(en) | Plattform(en) | Plattform(en) | Plattform(en) | Plattform(en) | Plattform(en) |
| Jahr | Titel                  | Herausgeber    | Ouya          | iOS           | PS3           | Win           | X360          | PS4           | XBO           |
| ---- | ---------------------- | -------------- | ------------- | ------------- | ------------- | ------------- | ------------- | ------------- | ------------- |
| 2010 | Dark Void              | Capcom         | Nein          | Nein          | Ja            | Ja            | Ja            | Nein          | Nein          |
| 2012 | Quantum Conundrum      | Square Enix    | Nein          | Nein          | Ja            | Ja            | Ja            | Nein          | Nein          |
| 2012 | Pixld                  | Airtight Games | Nein          | Ja            | Nein          | Nein          | Nein          | Nein          | Nein          |
| 2013 | DerpBike               | Airtight Games | Nein          | Ja            | Nein          | Nein          | Nein          | Nein          | Nein          |
| 2014 | Soul Fjord             | Airtight Games | Ja            | Nein          | Nein          | Nein          | Nein          | Nein          | Nein          |
| 2014 | Murdered: Soul Suspect | Square Enix    | Nein          | Nein          | Ja            | Ja            | Ja            | Ja            | Ja            |